# 1000年、永遠留在我身邊…
「1000年、永遠留在我身邊…」（1000年、ずっとそばにいて…）是韓國的男子團體SHINee的第6张日語单曲。2012年12月12日由EMI发售。

## 概要
- 「1000年、永遠留在我身邊…」是SHINee第二首原創日語單曲。
- 此單曲有2個版本，分別有「初回生産限定盤」和「通常盤」。「初回生産限定盤」收錄了「1000年、永遠留在我身邊…」的PV和Making
- 在12月24日於公信榜单曲週排行榜取得第3位。

## 收錄内容

### CD （初回生産限定盤）
1. 1000年、永遠留在我身邊…
2. 有妳的世界（君がいる世界）

### CD （通常盤）
1. 1000年、永遠留在我身邊…
2. 有妳的世界
3. 1000年、永遠留在我身邊…（Instrumental）
4. 有妳的世界（Instrumental）

### DVD
1. 1000年、永遠留在我身邊…（PV）
2. 1000年、永遠留在我身邊…（Director Cut）
3. 1000年、永遠留在我身邊…（Jacket & Music Video Shooting Sketch）